# Sebranice (Morávia do Sul)
Sebranice é uma comuna checa localizada na região de Morávia do Sul, distrito de Blansko.